# 岡札羅·泰勒契亞
貢薩洛·泰勒契亞（Gonzalo Tellechea，1985年7月11日—）是一名阿根廷三項鐵人運動員，曾代表國家參加2012年倫敦奧運的男子鐵人三項比賽，結果未能獲得獎牌。